# Літологічно обмежений поклад
Літологі́чно обме́жений по́клад (рос. литологически ограниченная залежь; англ. lithologically bounded deposit; нім. lithologisch abgeschirmtes Lager n) — скупчення нафти (газу) у природному резервуарі неправильної форми, що обмежене з усіх боків слабкопроникними породами; навіть за наявності води, яка підстиляє поклад, відсутній гідростатичний напір.